# Замок Зоонек
Замок Зоонек (нем. Burg Sooneck) — замок, расположенный в районе Майнц-Бинген, Рейнланд-Пфальц. Он находится на северо-восточном крутом склоне леса Бингер, недалеко от Нидерхаймбаха, между Бингеном и Бахарахом на Рейне.
С 2002 года замок Зоонек является частью ландшафта Рейна, внесенного в список Всемирного наследия ЮНЕСКО, а также является охраняемым культурным достоянием в соответствии с Гаагской конвенцией.

## История
Согласно новым исследованиям установлено, что первые упоминания о замке относятся к 1271 году. Как и соседний замок Райхенштайн, род Хоэнфельс управлял замком как наместники аббатства Корнелимюнстер недалеко от Ахена.
Достоверно то, что замок был осажден в 1282 году королём Рудольфом I. Его войска завоевали и разрушили замок, также был наложен запрет на восстановление. В 1290 году король ещё раз подтвердил. Только в 1349 году королём Карлом IV запрет был снят после того, как право собственности и наместничество перешло майнцскому курфюршеству.
В апреле 1346 года архиепископ Майнца Генрих III подарил замок рыцарю Иоганну Маршаллу Вальдекскому, который впоследствии построил на этом месте новый замок. После его смерти замок перешёл к четырём его наследникам.
Проживающие там семьи были не в хороших отношениях друг с другом и ссорились из-за наследства. Многократно заключалось перемирие жителей замка Зоонек.
В 1553 году после смерти Филиппа Мельхиора род Вальдеков прекратил свое существование, семья Брейдбах-цу-Бюррешхайм, ранее являвшаяся совладельцами, стала единственным владельцем замка. Когда все члены этой семьи умерли, замок начал приходить в упадок.
В 1689 году во время Войны Аугсбургской лиги замок Зоонек, как и все замки с левой стороны Рейна, был разрушен войсками французского короля Людовика XIV.
В 1774 году глава Майнцского собора передал руины четырём жителям Трехтингсхаузена, которые посадили там виноградники. Впоследствии этот участок перешёл во владение общины Нидерхаймбах.
В 1834 году тогдашний прусский наследный принц Фридрих Вильгельм IV и его братья, принцы Вильгельм, Карл и Альбрехт, купили полностью разрушенный замок Зоонек и перестроили его в 1843—1861 годах в качестве охотничьего замка. При перестройке, которая была спроектирована военным архитектором Карлом Шницлером, исторические сооружения были в значительной степени сохранены с добавлением зданий в романтическом стиле. Прусский королевский герб над северными воротами замка датируется этим периодом. Разногласия в королевской семье и последствия революции в Германии в 1848 году не позволили использовать замок в качестве охотничьего домика.
После Первой мировой войны аристократическая собственность была национализирована, и замок Зоонек стал собственностью государства. После Второй мировой войны он оказался в земле Рейнланд-Пфальц, а с 1948 года — в Государственную администрацию дворцов Рейнланд-Пфальц (сегодня Generaldirektion Kukturelles Erbe Rheinland-Pfalz Direktion Burgen, Schlösser, Altertümer Rheinland-Pfalz). Замок можно посетить в рамках экскурсий.

## Галерея

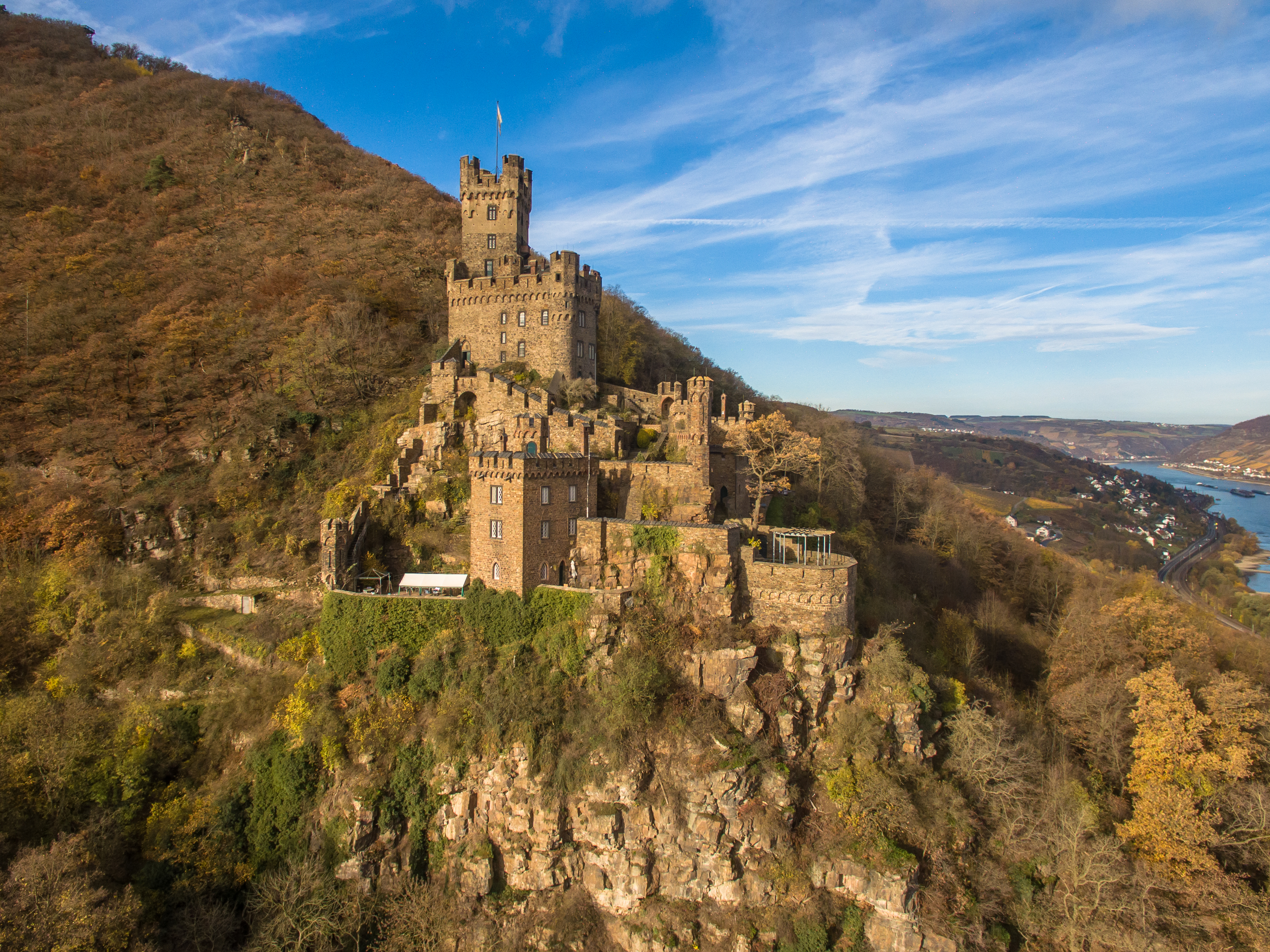
Замок Зоонек в 2015 году
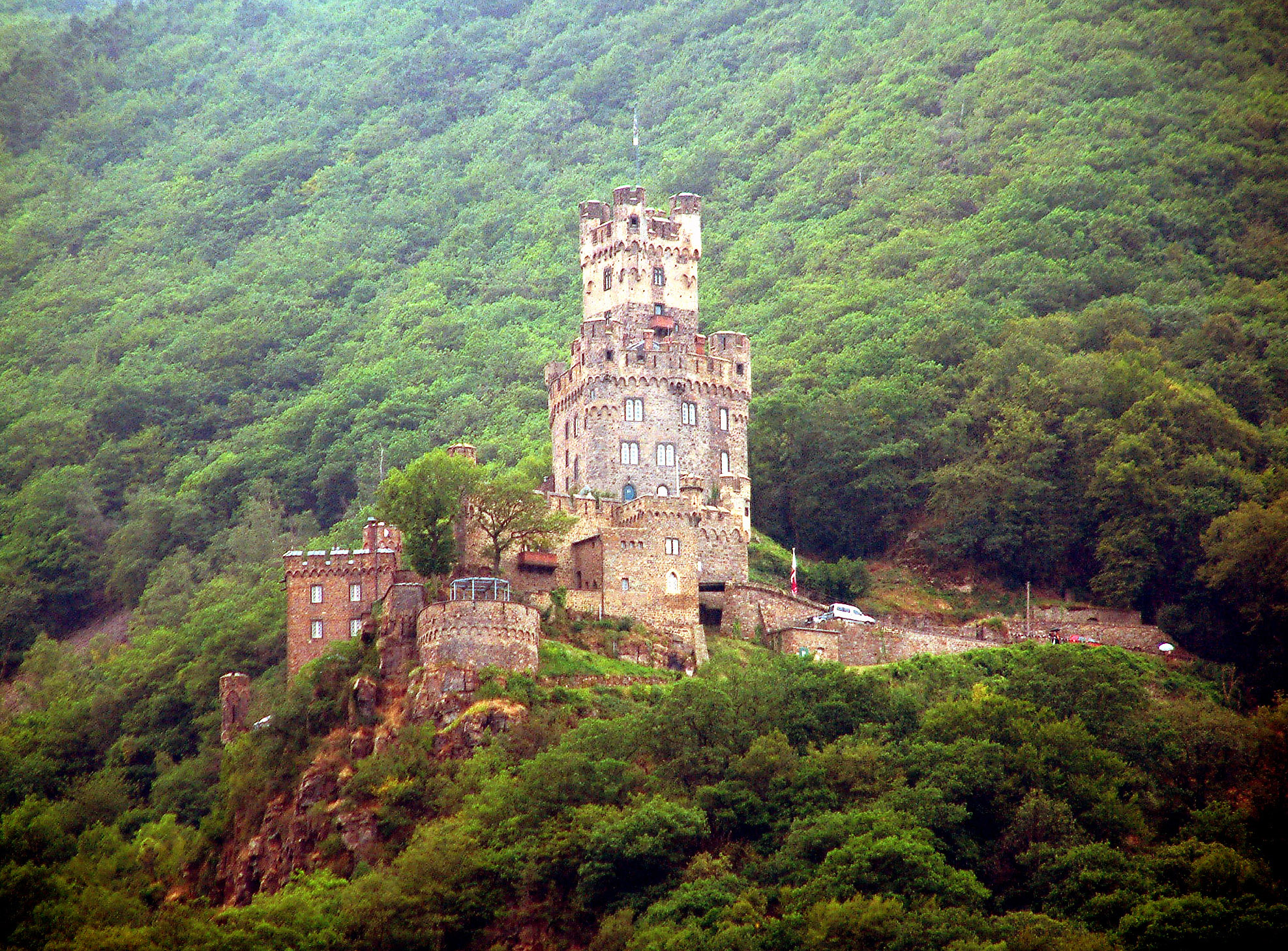
Замок Зоонек, вид с правого берега Рейна
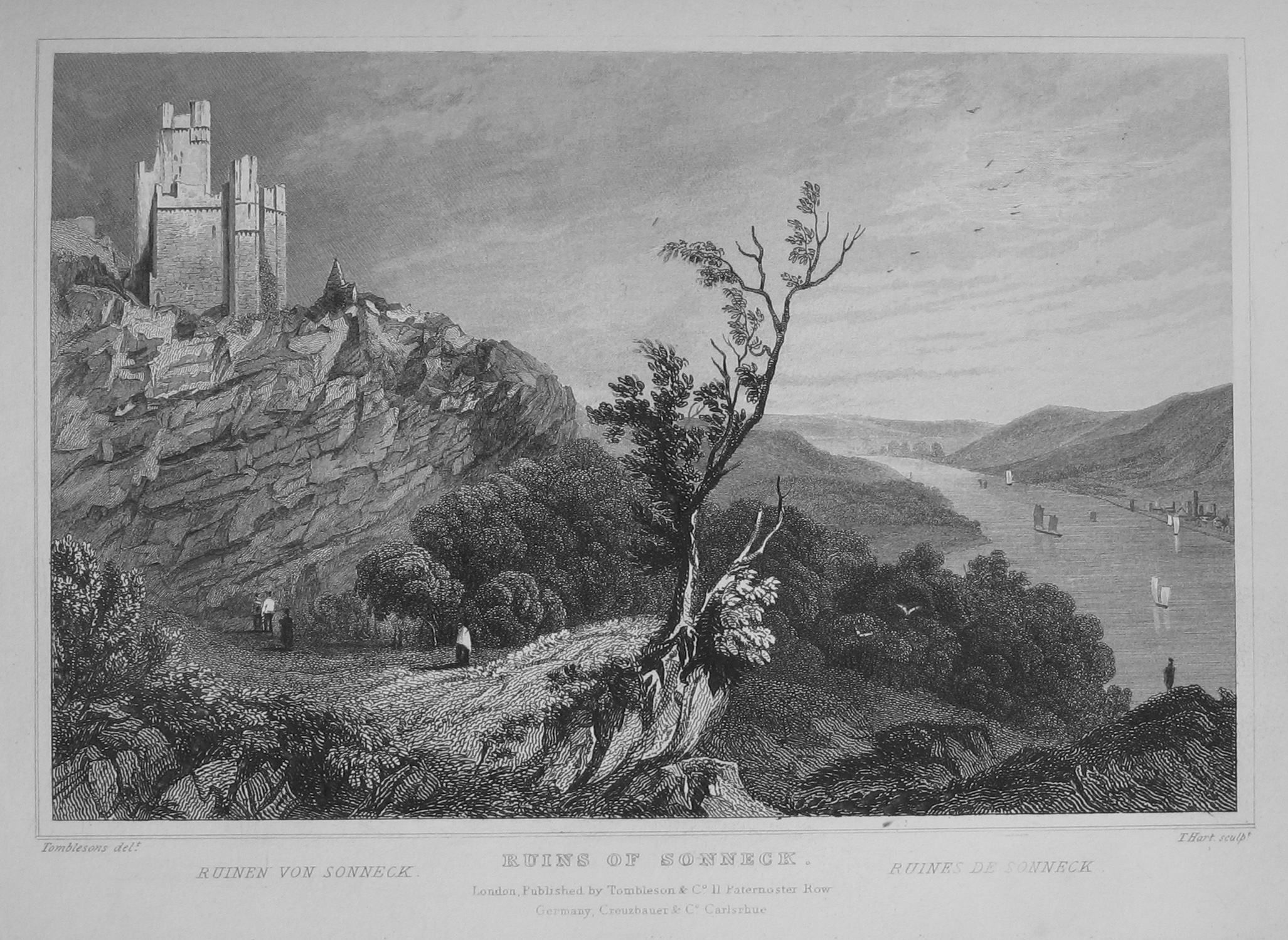
Замок Зоонек примерно в 1832 году